# 96° westerlengte
96° westerlengte (ten opzichte van de nulmeridiaan) is een meridiaan of lengtegraad, onderdeel van een geografische positieaanduiding in bolcoördinaten. De lijn loopt vanaf de Noordpool naar de Noordelijke IJszee, Noord-Amerika, de Golf van Mexico, Midden-Amerika, de Grote Oceaan, de Zuidelijke Oceaan en Antarctica en zo naar de Zuidpool.
De meridiaan op 96° westerlengte vormt een grootcirkel met de meridiaan op 84° oosterlengte. De meridiaanlijn beginnend bij de Noordpool en eindigend bij de Zuidpool gaat door de volgende landen, gebieden of zeeën. 
| Land, gebied of zee | Nauwkeurigere gegevens |
| ------------------- | --- |
| Noordelijke IJszee  | |
| Canada              | Nunavut - Axel Heibergeiland, Bjarnason Island, Amund Ringnes Island, Cornwall Island, Devoneiland, Klein-Cornwallis, Cornwallis |
| Parrykanaal         | |
| Canada              | Nunavut - Koning Willem-eiland                                                                                                   |
| Simpsonstraat       | |
| Canada              | Nunavut, Manitoba |
| Verenigde Staten    | Minnesota, Iowa, Nebraska, Iowa, Nebraska (dwarst Omaha), Kansas, Oklahoma (dwarst Tulsa), Texas                                 |
| Golf van Mexico     | |
| Mexico              | Veracruz, Oaxaca |
| Grote Oceaan        | |
| Zuidelijke Oceaan   | |
| Antarctica          | Niet-toegeëigend gebied in Antarctica                                                                                            |